# 9. Sinfonie (Mozart)
Die Sinfonie C-Dur Köchelverzeichnis 73 komponierte Wolfgang Amadeus Mozart vermutlich im Jahr 1772. Nach der Alten Mozart-Ausgabe trägt die Sinfonie die Nummer 9.

## Allgemeines

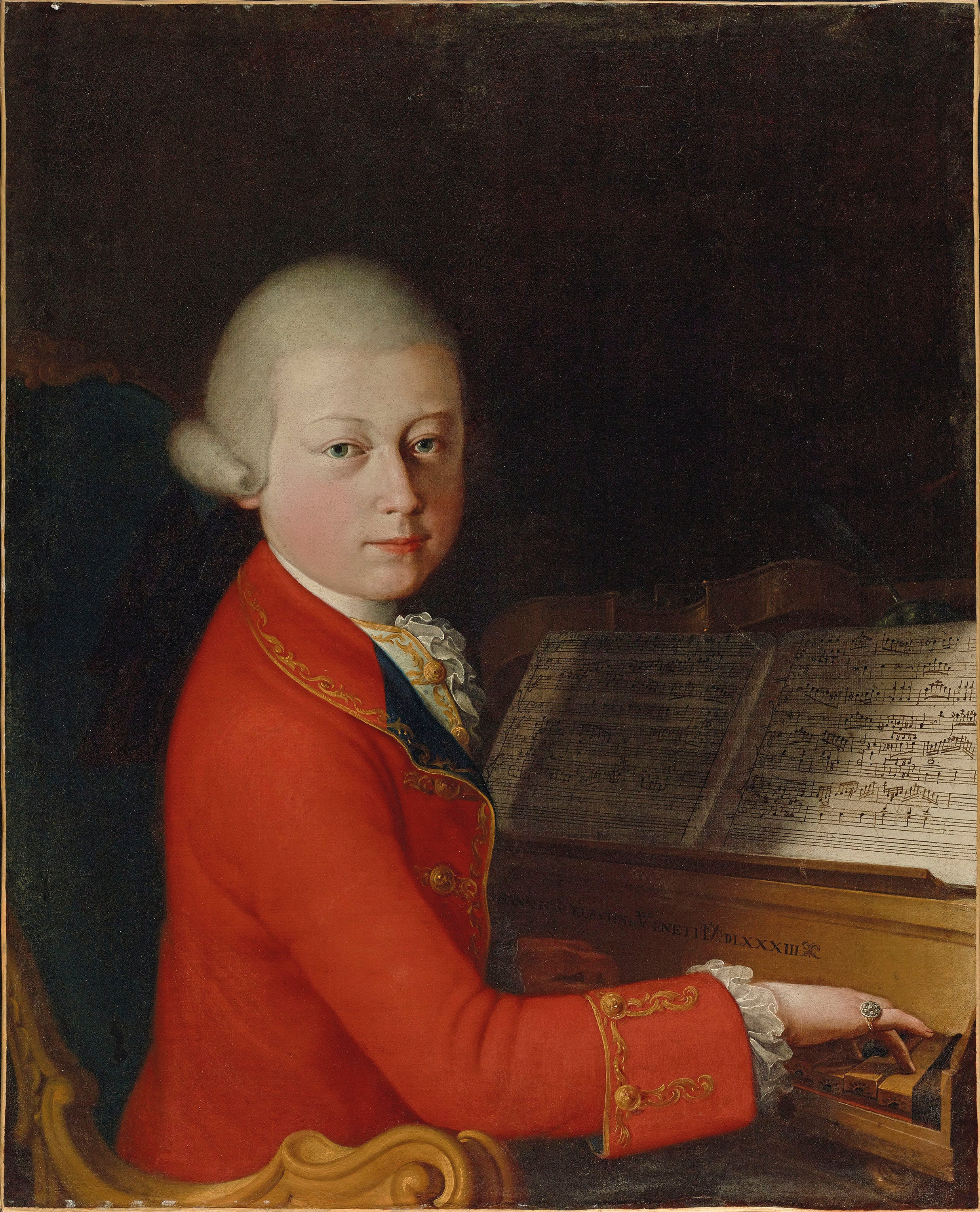
Mozart im Jahr 1770

Das Autograph dieser Sinfonie ist zwar vorhanden, die darauf verzeichnete Jahreszahl 1769 wurde jedoch im Nachhinein vermutlich vom Verleger Johann Anton André eingetragen. Wahrscheinlich komponierte Mozart die Sinfonie im Jahr 1772. Unklar ist, ob Mozart die Sinfonie für eine Aufführung in Salzburg oder für einen italienischen Auftraggeber schrieb.

## Zur Musik
Besetzung: zwei Querflöte (diese nur im zweiten Satz), zwei Oboen, zwei Hörner, zwei Trompeten, Pauken, zwei Violinen, Viola, Cello, Kontrabass. In zeitgenössischen Orchestern war es zudem üblich, auch ohne gesonderte Notierung Fagott und Cembalo (sofern im Orchester vorhanden) zur Verstärkung der Bass-Stimme bzw. als Generalbass-Instrument einzusetzen.
Aufführungsdauer: ca. 12 Minuten.
Bei den hier benutzten Begriffen in Anlehnung an die Sonatensatzform ist zu berücksichtigen, dass dieses Schema in der ersten Hälfte des 19. Jahrhunderts entworfen wurde (siehe dort) und von daher nur mit Einschränkungen auf die Sinfonie Köchelverzeichnis (KV) 73 übertragen werden kann. Bspw. entspricht Satz 1 noch mehr der zweiteiligen Form, bei der der zweite Satzteil als modifizierter Durchlauf des ersten („Exposition“) angesehen wird. – Die hier vorgenommene Beschreibung und Gliederung der Sätze ist als Vorschlag zu verstehen. Je nach Standpunkt sind auch andere Abgrenzungen und Deutungen möglich.

### Erster Satz: Allegro
C-Dur, 4/4-Takt, 105 Takte
Die Audiowiedergabe wird in deinem Browser nicht unterstützt. Du kannst die Audiodatei herunterladen.
Der Satz eröffnet als Forte-Fanfare des ganzen Orchesters (Tutti), die auf dem C-Dur – Akkord basiert. Die Bläser spielen dabei das Grundgerüst, verstärkt von den tremolierenden Streichern. Kontrastierend antworten die Streicher in einer ruhig-sanglichen, absteigenden Piano-Wendung mit Achtellauf im Bass. Dieses Kontrast-Thema „bringt einen ganz unitalienischen, an die Mannheimer Art gemahnenden, aber noch verschärften Stimmungsumschlag, wie ihn seit Mozarts allererster Sinfonie kein Werk mehr aufzuweisen hatte“ und wird in einer zur Dominante G-Dur führenden Variante mit verlängerter Streicherantwort wiederholt. Die erneute Tutti-Fanfare von G-Dur aus führt dann zur Doppeldominante D-Dur, deren Erreichen mit drei Akkordschlägen betont wird. Die anschließende Forte-Passage (ab Takt 16) bringt mehrere Motive: Zunächst spielen Viola und Bass tonleiterartige Abfolgen von D-Dur und G-Dur unter Tremolo der Violinen und Liegetönen der Bläser, gefolgt von einer zweitaktigen, kadenzierenden Figur mit Synkope, die kurz C-Dur streift. Diese sechstaktige Einheit wird wiederholt und geht dann in eine Figur mit Gegenbewegung zwischen den Violinen über. Die Schlussgruppe (Takt 33 ff.) ist durch ihr markantes Bassmotiv über Tremolo der Violinen / Viola und ausgehaltenen Bläserakkorden gekennzeichnet. Mozart wechselt hierbei u. a. zur Dominantparallelen e-Moll und wiederholt die Passage echoartig im Piano. Die Exposition endet als energische, tremolierende Unisono-Figur des Tutti mit Akkordschlägen auf G-Dur. 
Der Mittelteil des Satzes (Takt 46 bis 58) hat Überleitungscharakter. Er steht durchweg im Piano und ist durch seinen Orgelpunkt auf G (Horn: ausgehaltene Töne, Viola und Bass: Achtel-Tonwiederholung) gekennzeichnet, über dem die Violinen und die Oboen ein viertaktiges Motiv mit Triller spielen. 
Die Reprise (Takt 59 ff.) ist ähnlich der Exposition strukturiert, jedoch ist die Wiederholung des ersten Themas in der Piano-Passage chromatisch verändert. Die energische tremolierende Unisonofigur der Schlussgruppe wird zur Verstärkung nach oben verschoben wiederholt. Insgesamt hat der Satz durch die langen Forte- und Tremolopassagen und das Fehlen von wiederholten Satzteilen ouvertürenartigen Charakter.

### Zweiter Satz: Andante
F-Dur, 2/4-Takt, 51 Takte, Flöten vertreten die Oboen; Hörner, Trompeten und Pauken schweigen
Die Audiowiedergabe wird in deinem Browser nicht unterstützt. Du kannst die Audiodatei herunterladen.
Stimmführend in diesem Satz, der überwiegend im Mezzoforte gehalten ist, sind die Flöten und die damit meist parallel geführte 1. Violine. Die 2. Violine begleitet als durchlaufende Sechzehntelbewegung, während Viola und Bass mit Achteln oder Vierteln das harmonische Grundgerüst geben. Durch den ganzen Satz zieht sich ein charakteristisches Motiv mit punktiertem Rhythmus. Das erste Thema (Takt 1–8) ist periodisch aus Vorder- und Nachsatz aufgebaut, diese wiederum aus zweitaktiger „Frage“ und „Antwort“ (Phrasen). Die „Antwort“ im Nachsatz leitet zur Dominante über und endet auf der Doppeldominante G-Dur. Im anschließenden zweiten Thema (C-Dur) spielen 1. Violine und die Flöten ein Motiv im Dialog. Die Schlussgruppe ist durch das Triller-Motiv und die Bewegung in Sexten gekennzeichnet.
Der zweite Satzteil greift zunächst den Kopf vom ersten Thema in C-Dur auf, rückt diesen kurzfristig nach g-Moll und bringt dann ein neues Motiv mit Vorhalten in der Subdominante B-Dur. Die „Reprise“ setzt in Takt 31 mit dem ersten Thema ein und ist wie der erste Satzteil strukturiert. Beide Satzteile werden wiederholt.

„Auch das F-dur-Andante dieser Symphonie (mit Flöten statt der Oboen, die, obwohl nur einfache Verstärkung der beiden Violinen, reizend klingen), hat, bei schier undenklichen Seltsamkeiten der Stimmführung (T. 28/29!), viel Eigenständiges (etwa der kurze Durchführungsteil in seinem scheinbar so schlichten Dahinmelodisieren), gehört daher zu den interessantesten Sätzen des jungen Meisters.“

### Dritter Satz Minuetto
C-Dur, 3/4-Takt, 24 + 20 Takte
Die Audiowiedergabe wird in deinem Browser nicht unterstützt. Du kannst die Audiodatei herunterladen.
Das kräftige Menuett ist durchweg im Forte gehalten und durch seine schreitende Viertelbewegung gekennzeichnet. Der Triller im Anfangsmotiv erinnert etwas an das Andante. Wie auch im Menuett der Sinfonie KV 112, hat die Viola hier keine eigene Stimme, sondern verdoppelt lediglich die Basslinie, was möglicherweise mit dem Ursprung als eigenständiges Tanz-Menuett zusammenhängt.
Das Trio in F-Dur kontrastiert mit seiner Besetzung (nur Streicher), der Lautstärke (durchweg piano) und dem Charakter (lyrischen Klangfarbe, weiche Melodielinie überwiegend in Terzen) zum Menuett. Im ersten Teil des Trios tritt allerdings auch die Trillerfloskel vom Menuett auf. 
Die Audiowiedergabe wird in deinem Browser nicht unterstützt. Du kannst die Audiodatei herunterladen.

### Vierter Satz Allegro molto
C-Dur, 2/4-Takt, 176 Takte
Dieser rasche Satz ist als Rondo aufgebaut. Der Refrain ist achttaktig und basiert auf dem aufsteigenden C-Dur – Akkord mit kurzem Wechsel zur Subdominante F-Dur. Stimmführend sind die Violinen und die Oboen. 
Die Audiowiedergabe wird in deinem Browser nicht unterstützt. Du kannst die Audiodatei herunterladen.
Im ersten Couplet (Takt 17–40, G-Dur) fällt anfangs die Trillerfloskel ähnlich wie beim Andante auf, dann folgt eine Forte-Passage mit gebrochenen Akkorden im Wechsel von G-Dur und D-Dur. Das zweite Couplet (Takt 57–74, C-Dur) greift diesen Wechsel wieder auf und spinnt ihn mit einer neuen „Antwort“ fort. Das dritte und längste Couplet (Takt 89–136) in c-Moll ist durch seine dreifach wiederholte, „fragende“ Terz Es-C gekennzeichnet. Die Bläser begleiten mit ausgehaltenen, die Viola mit gebrochenen Akkorden und der Bass mit grundierenden Vierteln. Der Satz wird von einer Coda beendet, in der das Trillermotiv wieder auftritt. 
Insgesamt ergibt sich für den Satz das Schema: A-B-A-C-A-D-A-Coda. 

„Überraschend das geniale Finale (...), ein prächtiges, flottes Stück, das virtuoses Spiel erfordert, um auch heute noch von hinreißender Wirkung zu sein.“